# ایوان دسنی
ایوان دسنی (انگلیسی: Ivan Desny؛ ۲۸ دسامبر ۱۹۲۲ – ۱۳ آوریل ۲۰۰۲) بازیگر اهل فرانسه بود.
از فیلم‌ها یا برنامه‌های تلویزیونی که وی در آن نقش داشته است، می‌توان به ماجراهای ژرار، ارادهٔ آنا، آناستازیا، ترانه بی‌پایان، حرکت اشتباه، ازدواج ماریا بران، دزدی‌ها، توپ‌های سان سباستین، وراثت، ببر کاغذی، عصر بخیر، آقای والنبری و از بلوندها متنفرم اشاره کرد.